# Malý Pěčín
Malý Pěčín (německy Klein Pantschen) je malá vesnice, část města Dačice v okrese Jindřichův Hradec v Jihočeském kraji. Nachází se asi 3,5 kilometru severovýchodně od Dačic. Prochází tudy železniční trať Kostelec u Jihlavy – Slavonice se zastávkou Malý Pěčín. Malý Pěčín je také název katastrálního území o rozloze 5,51 km².

## Historie
První písemná zmínka o vesnici pochází z roku 1415.

## Obyvatelstvo
| Rok            | 1869 | 1880 | 1890 | 1900 | 1910 | 1921 | 1930 | 1950 | 1961 | 1970 | 1980 | 1991 | 2001 | 2011 | 2021 |
| -------------- | ---- | ---- | ---- | ---- | ---- | ---- | ---- | ---- | ---- | ---- | ---- | ---- | ---- | ---- | ---- |
| Počet obyvatel | 174  | 166  | 179  | 208  | 226  | 224  | 194  | 139  | 164  | 196  | 161  | 155  | 153  | 143  | 141  |
| Počet domů     | 28   | 30   | 27   | 29   | 30   | 30   | 29   | 34   | 33   | 33   | 33   | 39   | 36   | 41   | 45   |

## Obecní správa
Při sčítání lidu v letech 1850–1976 Malý Pěčín byl samostatnou obcí, se kterým patřil nejprve do okresu Dačice, ale od roku 1960 v okrese Jindřichův Hradec. Od 30. dubna 1976 je částí města Dačice v okrese Jindřichův Hradec.

## Pamětihodnosti
- archeologické stopy po tvrzi
- kaple Panny Marie
- Zahrádecké duby – trojice památných stromů u Zahrádeckého rybníka